# Mandari (peuple)
Pour les articles homonymes, voir Mandari.

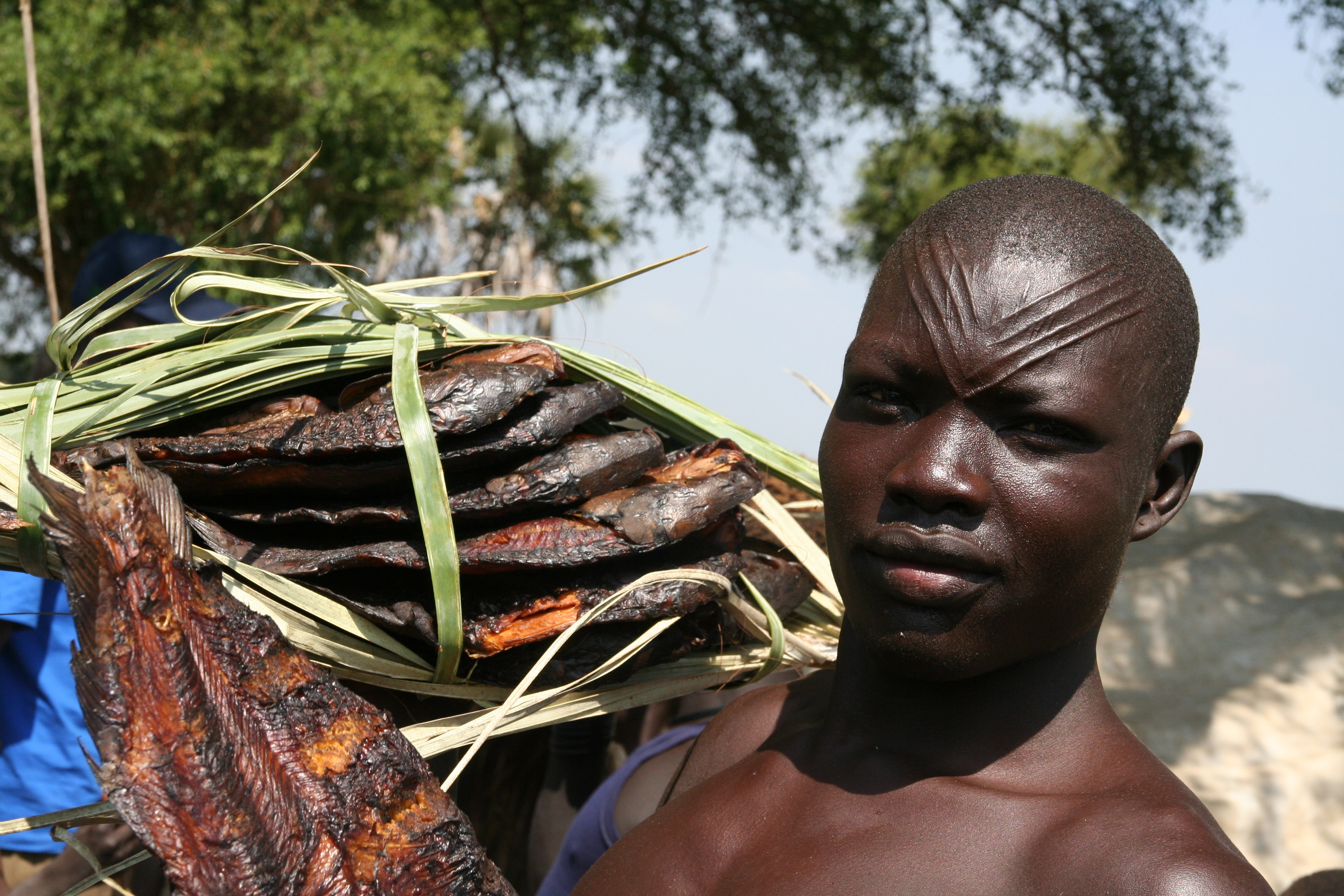
Un pêcheur Mandari portant du poisson fumé à Terekeka, Équatoria-Central

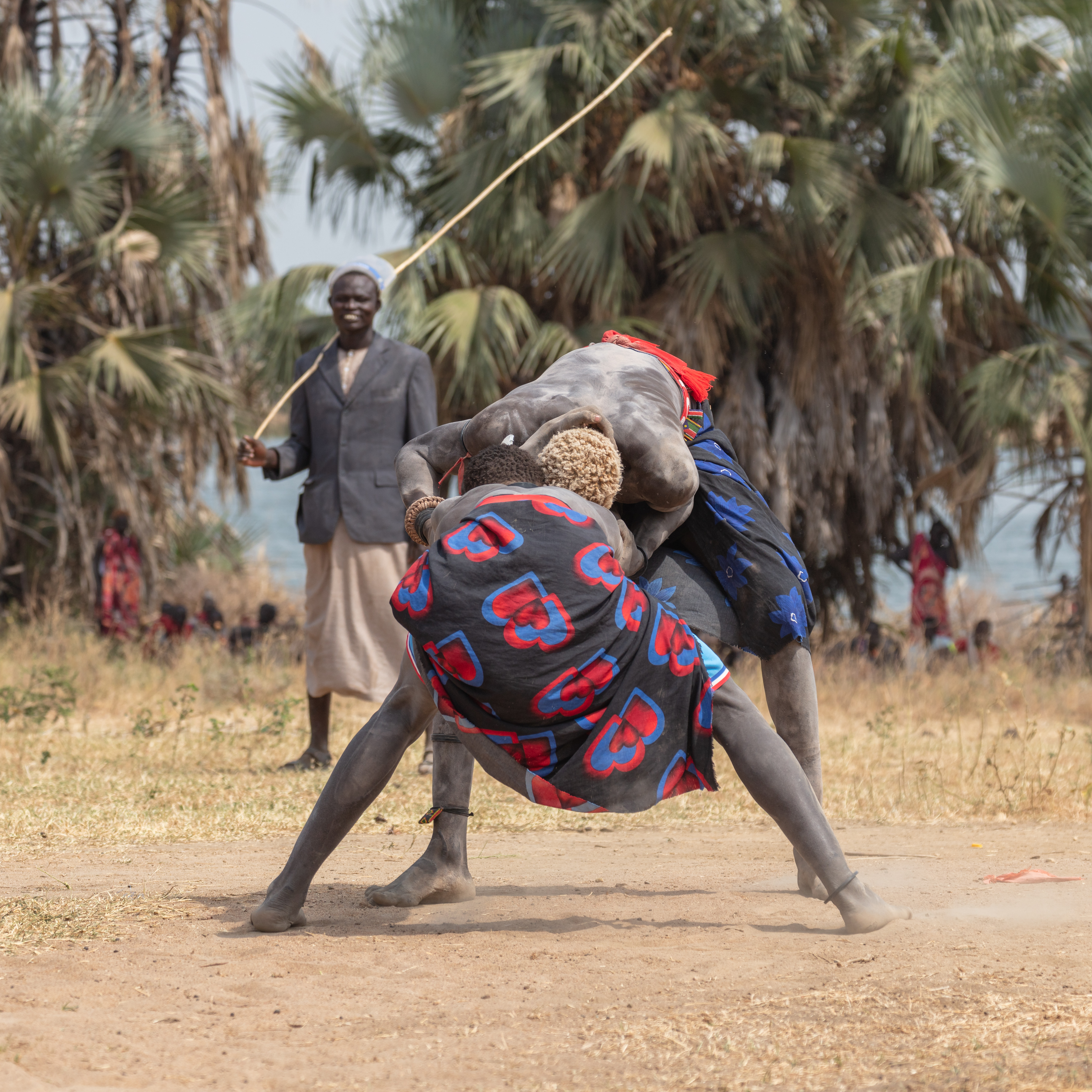
Lutte traditionnelle.

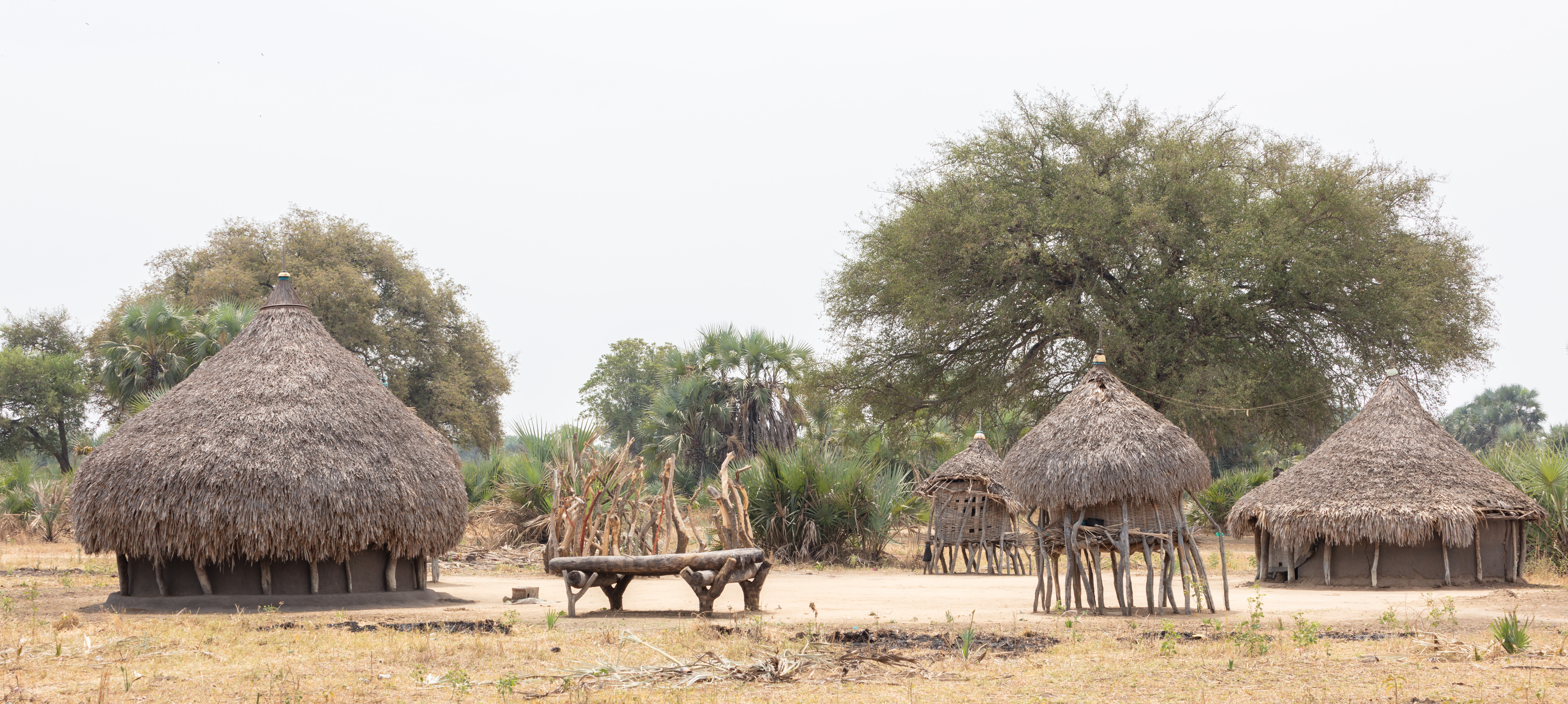
Village

Les Mandari sont une population d'Afrique de l'Est vivant au Soudan du Sud, à l'est du Nil blanc, non loin de la frontière avec l'Ouganda ou de l'autre côté.

## Ethnonymie
Selon les sources et le contexte, on observe quelques variantes : Kir, Mandaris, Mondari, Mundari, Shir.

## Langue
Leur langue est le mandari, une langue nilotique.

## Économie
Les Mandari sont des agropastoralistes dont l'économie est fondée sur l'agriculture et l'élevage de bétail aux longues cornes.

## Galerie

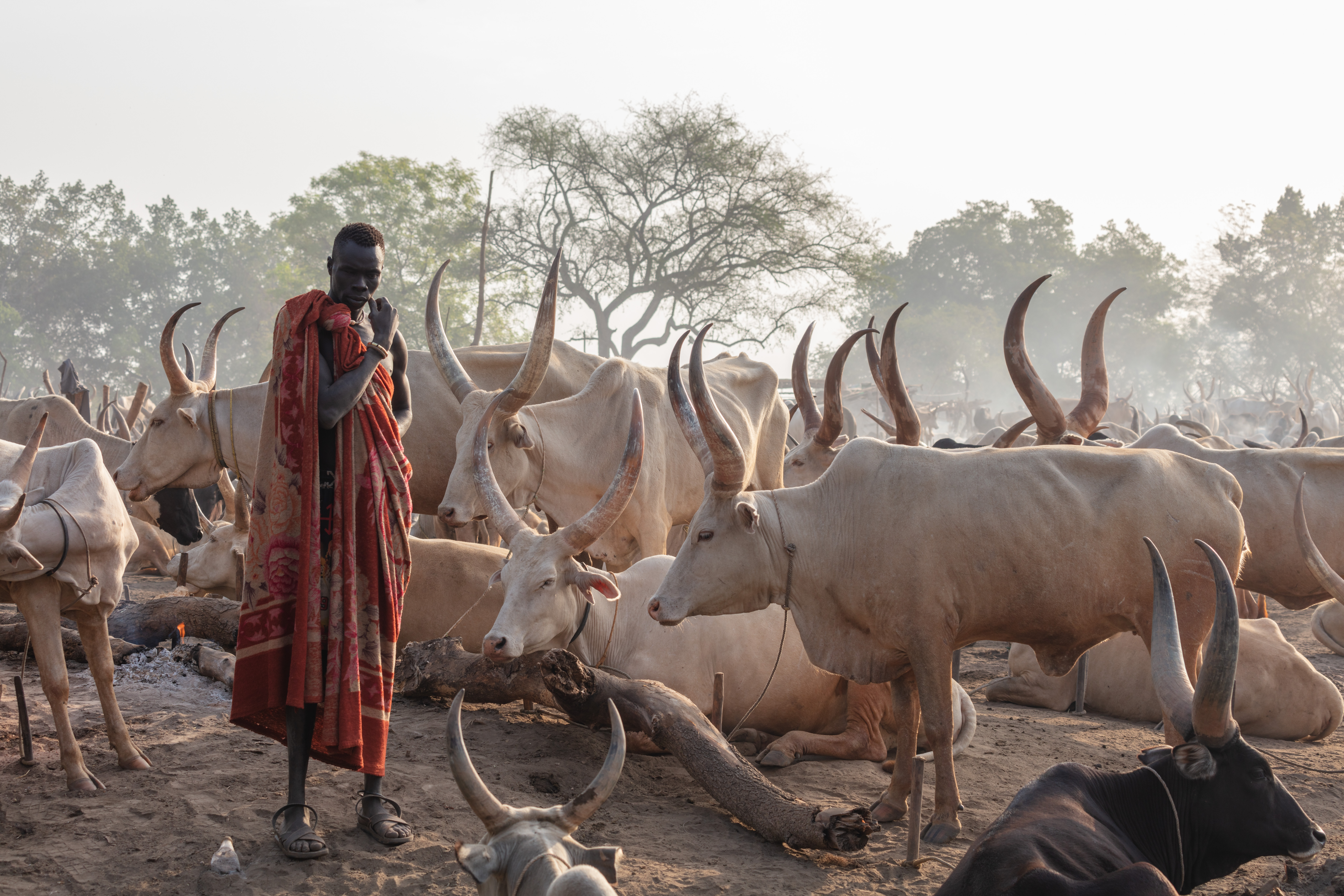
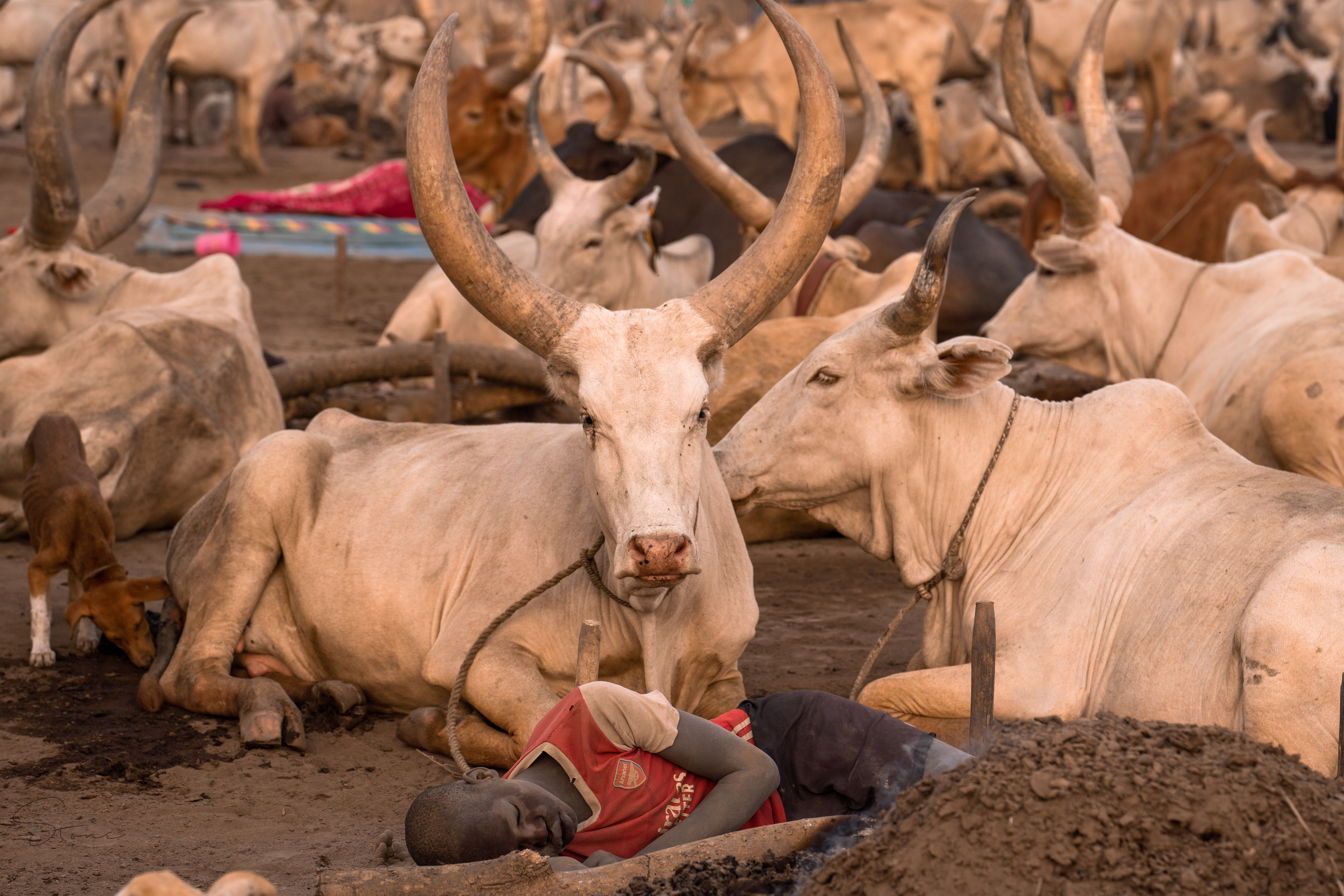
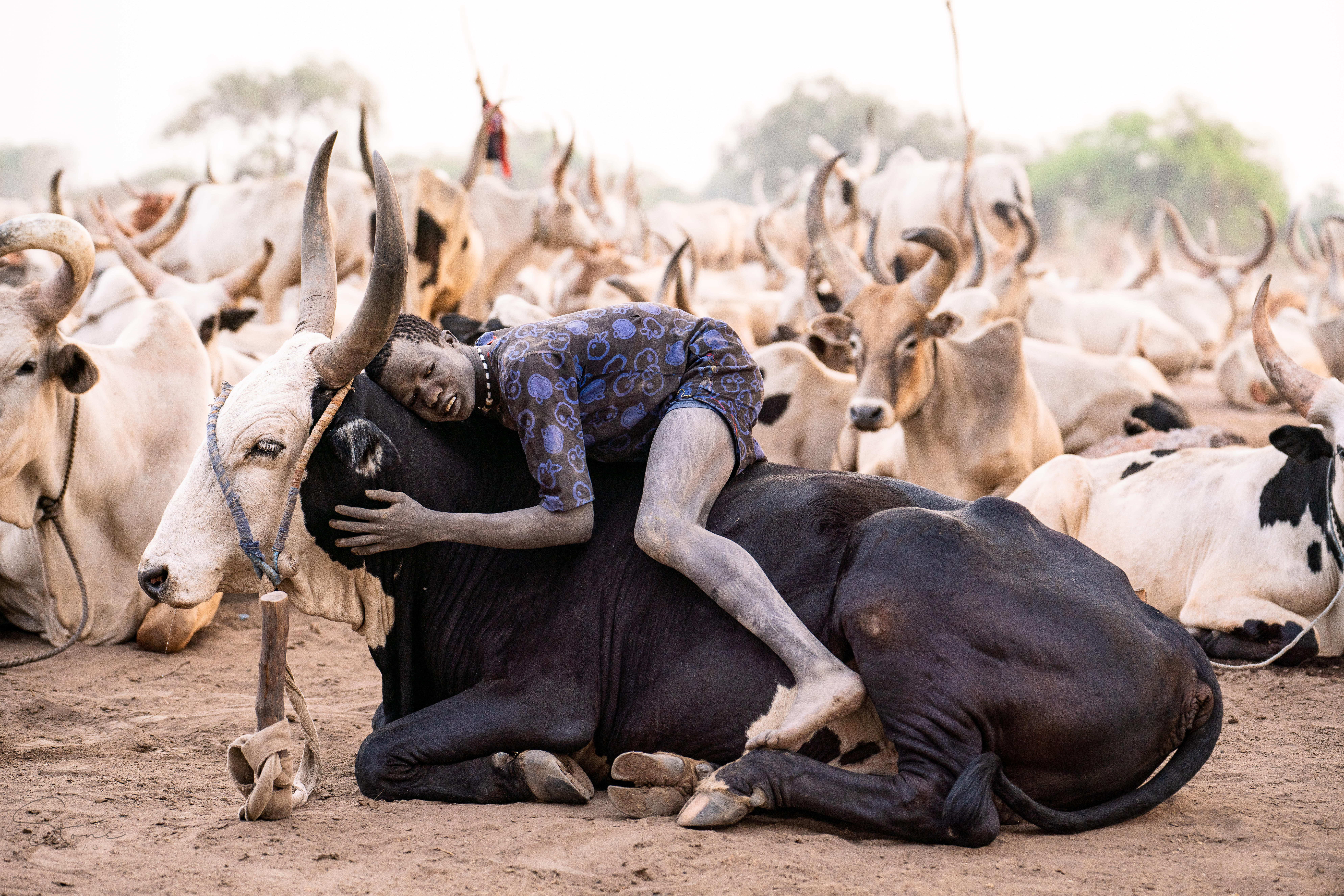
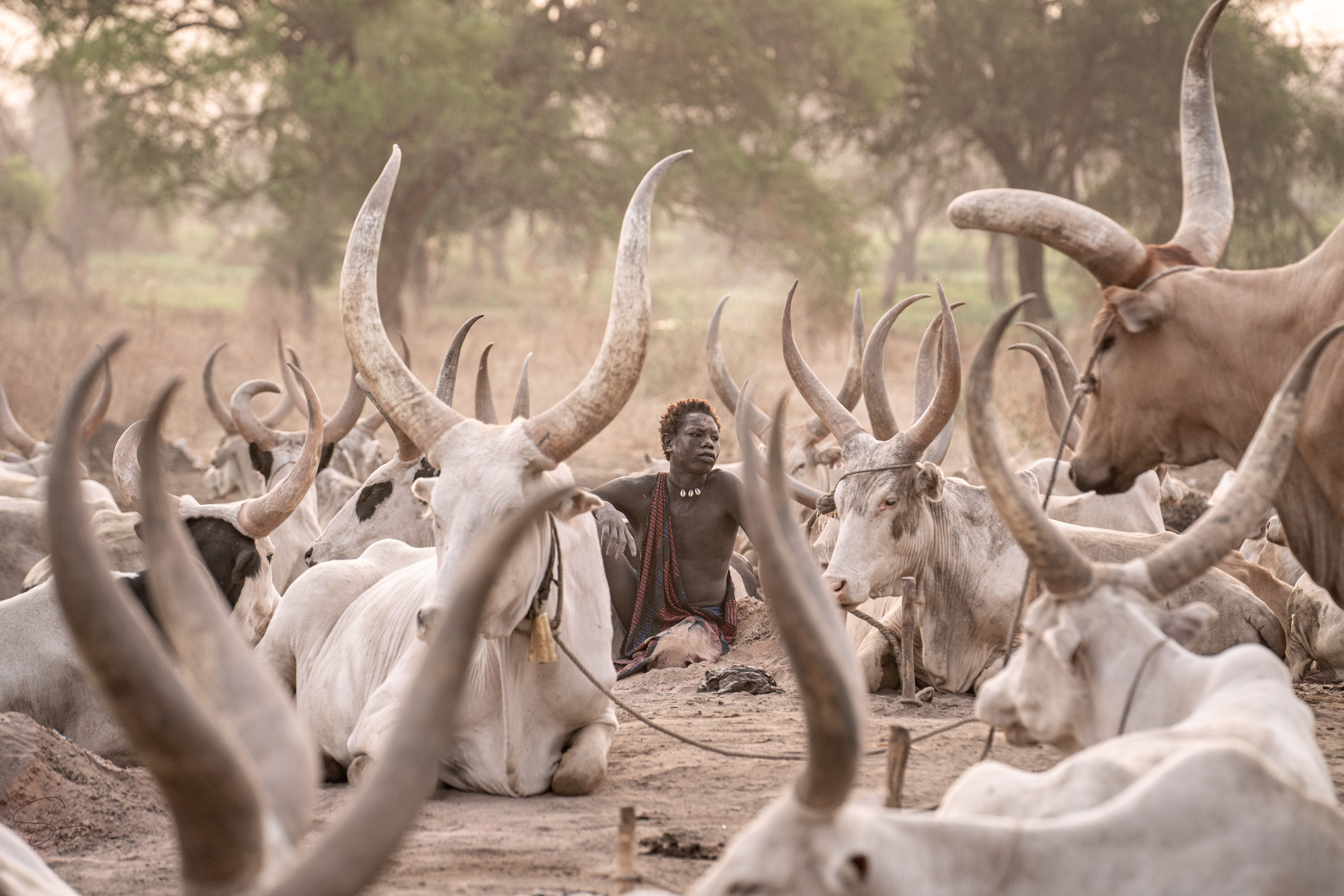
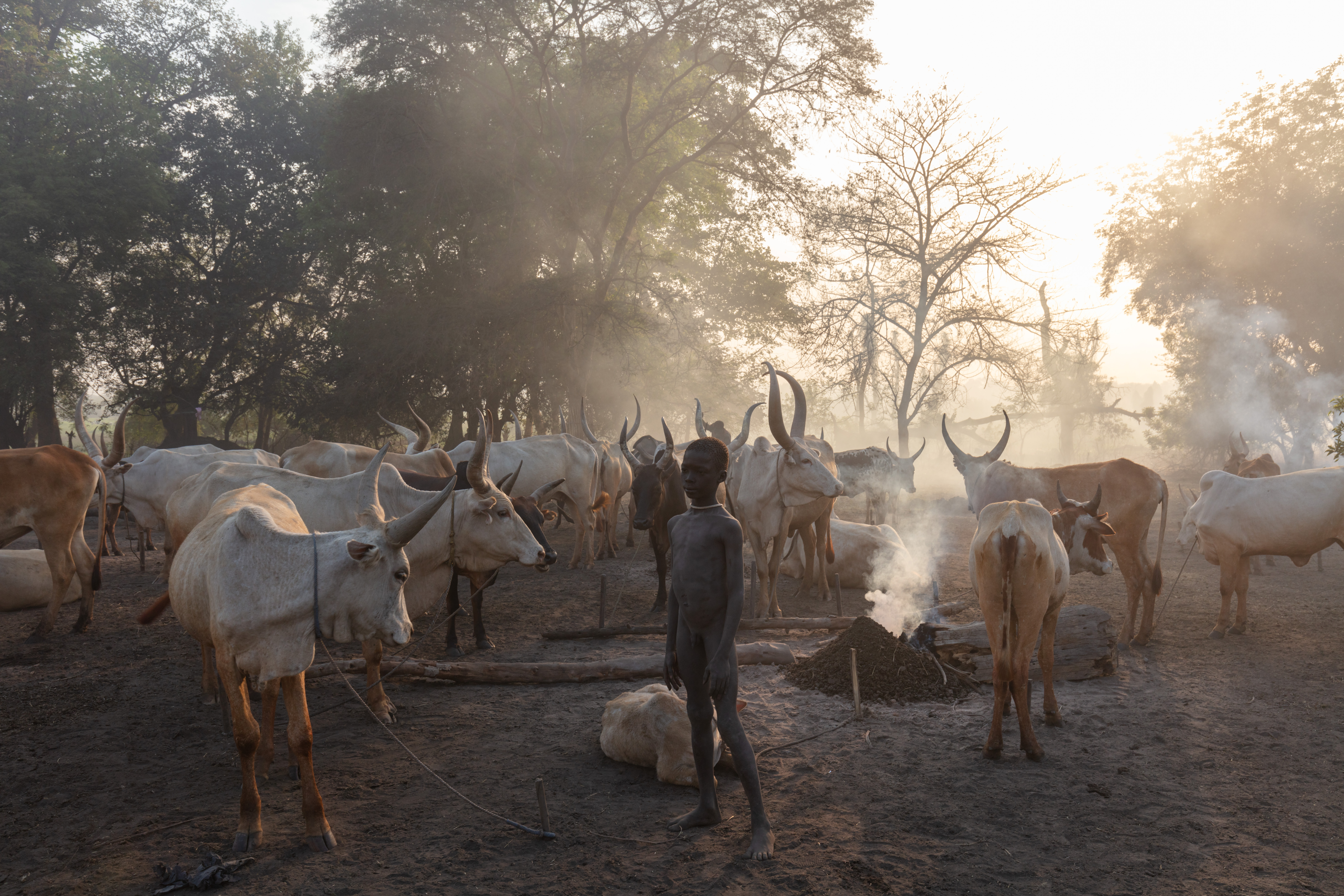
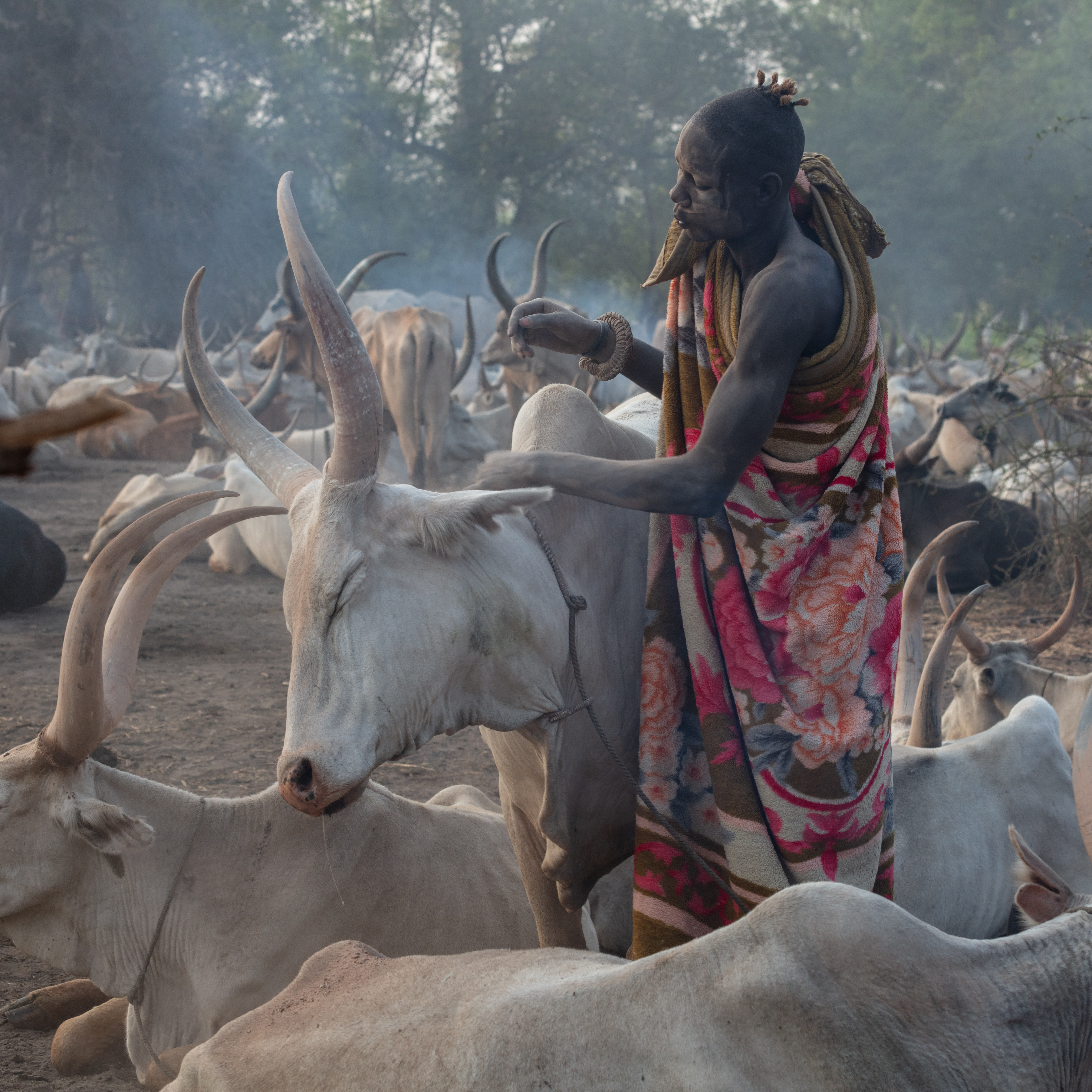